# Vic (Cantal)
Vic de Cera o també Vic de Carladés (en francès
Vic-sur-Cère) és un municipi francès, situat a la regió d'Alvèrnia-Roine-Alps, al departament de Cantal.

## Referències

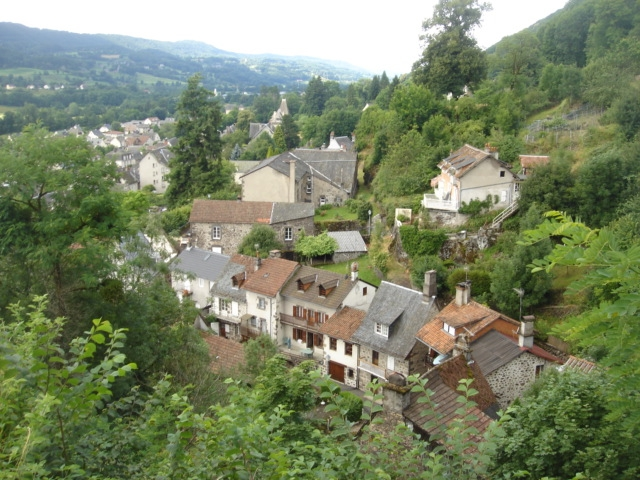

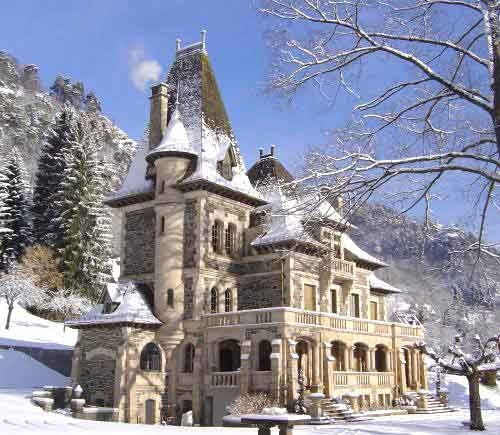
Le Terrandou

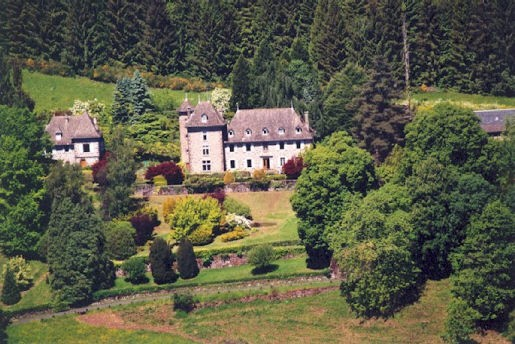
Castell de Cols

## Demografia
| 1962                                       | 1968  | 1975  | 1982  | 1990  | 1999  | 2006  |
| ------------------------------------------ | ----- | ----- | ----- | ----- | ----- | ----- |
| 1.721                                      | 1.782 | 1.963 | 2.066 | 1.968 | 1.890 | 1.960 |
| Des de 1962: població sense dobles comptes |       |       |       |       |       |       |

## Administració
| Període   | Identitat              | Partit |
| --------- | ---------------------- | ------ |
| 1959-1965 | André Mercier          |        |
| 1965-1979 | Adrien Daval           |        |
| 1979-1989 | Jacques Gizolme        |        |
| 1989-     | Louis-Jacques Liandier | UMP    |